# Asesinato de Dana Bradley
Dana Bradley fue una joven canadiense de catorce años que desapareció en San Juan de Terranova, capital de la región canadiense de Terranova y Labrador, el 14 de diciembre de 1981. Fue vista por última vez haciendo autostop en Topsail Road, carretera urbana que cruza por el sur la ciudad de San Juan. Su cuerpo fue descubierto cuatro días después en una zona boscosa cercana al lugar donde se le vio por última vez. Al levantamiento del cuerpo lo siguió una investigación intensa y muy publicitada. En 1986 un hombre confesó su asesinato, pero luego se retractó. Desestimada esa opción, el caso continúa abierto sin resolverse.

## Desaparición e investigación
Bradley desapareció la tarde del 14 de diciembre de 1981, mientras hacía autostop en Topsail Road, en San Juan de Terranova. Dana había estado en casa de una amiga después de haber acudido a la escuela y se dirigía a su casa para una fiesta de cumpleaños familiar. Cuando no llegó, la familia denunció su desaparición a la Policía Real de Terranova. Un testigo ocular informó haber visto a Bradley subirse a un automóvil con un conductor masculino.
El cuerpo de Bradley fue encontrado en una zona boscosa en Maddox Cove Road, al sur de San Juan, cuatro días después de su desaparición. Su cráneo había sido fracturado por un objeto contundente y había sido agredida sexualmente. El cuerpo había sido colocado en posición «de entierro», tendido de espaldas, con las manos juntas sobre el estómago y con sus libros escolares debajo de ellas. La investigación posterior llegó a ser descrita como «la investigación de asesinato más costosa y exhaustiva en la historia de Canadá». Cientos de personas fueron entrevistadas, miles de llamadas y avisos fueron recibidos e investigados, y más de 800 vehículos fueron examinados en las semanas posteriores a la desaparición de Bradley. El grupo de trabajo inicial estaba compuesto por treinta y cinco investigadores a tiempo completo de la Policía Montada y la Policía Real de Terranova.
En 1986, David Grant Somerton fue acusado del asesinato de Bradley después de confesar el mismo ante la policía. Sin embargo, luego se retractó de la confesión, alegando que había sido coaccionado y los cargos de asesinato en su contra fueron suspendidos. Somerton fue luego condenado por daños públicos en relación con la confesión falsa y sentenciado a dos años de prisión.
En 2006, la Policía Montada informó que todavía recibían aproximadamente cincuenta avisos al año en relación con el caso de asesinato de Bradley.

## Investigaciones posteriores
En mayo de 2016, un grupo de personas, con fondos privados, realizó una excavación de dos vehículos enterrados en una propiedad privada en el área de Witless Bay, cerca de San Juan de Terranova. Los miembros del grupo eran partidarios de un presunto testigo presencial del asesinato, quien afirmó haber estado en el automóvil cuando era niño en el momento en que Bradley fue secuestrada. El automóvil supuestamente pertenecía al padre del testigo ocular, quien afirmó que estaba siendo conducido por un amigo de la familia en ese momento. Dicho automóvil fue enterrado más tarde en un vertedero y fue uno de los dos vehículos excavados. La Policía Montada investigó los reclamos de testigos oculares durante dieciséis meses antes de desestimarlos; sin embargo, el testigo y sus seguidores continuaron presionando a la Policía Montada para excavar los vehículos.
Después de la excavación, se determinó que no había pruebas utilizables en ninguno de los vehículos, debido a la extensa degradación a la que habían sido sometidos durante los últimos treinta años, complicado por la escorrentía de aguas residuales y otros productos químicos.
En mayo de 2016, la Policía Montada anunció que habían descubierto nuevas pruebas de ADN en el caso Bradley. Se trataba de una muestra recuperada en 1981 que relacionaba el asesinato con un sujeto masculino desconocido. La nueva evidencia de ADN también se utilizó para descartar sospechosos existentes, incluido el hombre presuntamente el asesino en relación con la excavación privada de los dos vehículos ese mes.

## Cultura popular
La desaparición y muerte de Bradley cautivó al público de Terranova.
En 2003, el autor Darrin McGrath publicó una historia del caso: Hitching a Ride: The Unsolved Murder of Dana Bradley.
También en 2003, el cantante y compositor Ron Hynes, oriundo de Terranova también, lanzó una canción sobre el asesinato, titulada The Ghost of Dana Bradley.